# Cetraro
Cetraro és un municipi italià, dins de la província de Cosenza, que limita amb els municipis d'Acquappesa, Bonifati, Fagnano Castello, Guardia Piemontese, Malvito i Sant'Agata di Esaro a la mateixa província.

## Evolució demogràfica
| Població censada al municipi de Cetraro | Població censada al municipi de Cetraro       | Població censada al municipi de Cetraro |
| --------------------------------------- | --------------------------------------------- | --------------------------------------- |
|                                         |                                               |                                         |
| Notes:                                  | Elaboració gràfica per part de la Viquipèdia  |                                         |
|                                         | Font: ISTAT (Institut Nacional d'Estadística) |                                         |